# Gale Harold
Gale Harold, (Decatur, Georgia, 1969, július 10. –) amerikai színész, A fiúk a klubból tévésorozat sztárja.

## A kezdetektől 2000-ig
1969. július 10-én a Georgia állambeli Decaturban született. Apja mérnök, anyja ingatlanügynök. Szigorú pünkösdista nevelést kapott.15 éves korában otthagyta az egyházat mondván, hogy "tudtam, hogy baromság." Atlantában járt középiskolába, majd az American University hallgatója lett, de másfél év után otthagyta tanulmányait és San Franciscóba költözött. Érdekelte a fotózás, és a San Francisco Institute hallgatója lett. Mielőtt színészkedni kezdett, számos állása volt, építkezéseken és műszerészként is dolgozott. Egyik barátja javasolta neki a színészi szakmát, ezért Los Angelesbe költözött és drámát tanult. Színházi debütálása a Los Angeles Theatre Centerben volt az 'Én és a barátom' című előadásban a Nyuszi szerepe.

## Brian Kinney
Az áttörés 2000-ben történt, amikor megkapta Brian Kinney szerepét a Showtime melegekről szóló sorozatában, A fiúk a klubból-ban (Queer as Folk). A sorozat 5 évadot élt meg.

## Szerepei 2005-től napjainkig
A QAF után megkapta Graham Kelton szerepét a Fox rövid életű sorozatában, a Vanished-ben. Feltűnt az HBO Deadwood c. sorozatában is, Wyatt Earp szerepében. 2006 szeptemberében New Yorkban Gale visszatért a színpadra, Tennessee Williams: Suddenly Last Summer darabjában Doctor Cukrowicz szerepében.
2007 novemberében vendégszerepelt A Grace Klinikában (Grey’s Anatomy). "Law & Order: Special Victims Unit (1999 - 2009) Dr. Garrett Lang. 2008-ban szerepet kapott a Született feleségekben, mint Jackson Braddock.
Filmek és sorozatok:
- 2013–2014: Az ellenállás városa (Defiance); Connor Lang
- 2013: The Spirit Game; Reggie
- 2011: Low Fidelity; Ted
- 2011: Rehab; Dr. Daniel Brody
- 2011: The Secret Circle; Charles Meade
- 2010: Vadmacskák (Hellcats); Julian Parrish
- 2010: CSI: New York-i helyszínelők (CSI: NY) Kevin Scott
- 2009: Fertille ground  (2009) Nate Weaver
- 2008: Passenger Side; Karl
- 2008: Sexo en serie (ТВ); Brian Kinney
- 2006: Falling for Grace; Andrew Barrington, Jr.
- 2006−2009: Az egység (The Unit); Rory
- 2006: Emberrablás (Vanished); Graham Kelton ügynök
- 2008−2009: A Grace klinika (Grey’s Anatomy);  Shane
- 2005: Life on the Ledge; Chaz
- 2005: Martha: Behind Bars; Peter Bacanovic
- 2005: The Unseen; Harold
- 2005: Apák és fiúk (Fathers and Sons) Elliott
- 2008−2009: Született feleségek (Desperate Housewives); Jackson Braddock
- 2004−2006: Deadwood; Wyatt Earp
- 2003: Wake; Kyle Riven
- 2003: Rhinoceros Eyes; Phil Barbara nyomozó
- 2003: Particles of Truth; Morrison Wiley
- 2002−2003: Feltételes szabadlábon (Street Time); Geoff Beddoes
- 2001: Mental Hygiene; David Ryan
- 2000: 36K; Booker O’Brien
- 2000−2005: A fiúk a klubból (Queer as Folk); Brian Kinney
- 1999−2009: Különleges ügyosztály (Law & Order: Special Victims Unit), más cím: Meggyalázott áldozatok; Dr. Garrett Lang

Új színházi bemutatója: 2010.01.15.-02.21. Los Angelesben ismét Tennessee Williams darabban játszott Gale. Orpheus Descending - Val Xavier szerepét alakította nagy sikerrel. 2011 júniusában az Ifjú Drámaírók Fesztiválján a Like a dog in space c. darabban szerepelt.

## Magánélete
2008. október 14-én Gale súlyos motorkerékpár-balesetet szenvedett. A USC Medical Center intenzív osztályán kezelték agyduzzanat miatt, de a válla is eltört. Kilenc napig volt életveszélyben.
Gale és a QAF sztárjai jótékonysági rendezvényeken is rész vesznek. Ő és sorozatbeli barátai, Ted, Lindsay, Debbie és Ben 2009. október 11-én jelen volt Los Angeles-ben egy meleg közösségi ház átadásán.